# Szpaki
Szpaki (Sturninae) – podrodzina ptaków z rodziny szpakowatych (Sturnidae), obejmująca ponad sto dwadzieścia gatunków. Są to małe lub średnie ptaki, w większości owadożerne, niektóre żywią się również owocami. Wiele gatunków żyje na otwartych przestrzeniach i tworzy duże stada.

## Występowanie
Podrodzina obejmuje gatunki występujące w Eurazji i Afryce.

## Charakterystyka
Charakterystyczną cechą szpaków są wybitne zdolności naśladowania różnych odgłosów (ptaki mimetyczne), w tym ludzkiej mowy i dźwięków wydawanych przez maszyny, np. dźwięk alarmu samochodowego. Gwarek czczony jest hodowany w niewoli właśnie dla swoich zdolności naśladowania ludzkiej mowy.

## Systematyka
Do podrodziny należą następujące rodzaje:

- Sturnus Linnaeus, 1758
- Creatophora Lesson, 1847 – jedynym przedstawicielem jest Creatophora cinerea (Meuschen, 1787) – szpak ozdobny
- Pastor Temminck, 1815 – jedynym przedstawicielem jest Pastor roseus (Linnaeus, 1758) – pasterz
- Agropsar E.W. Oates, 1889
- Gracupica Lesson, 1831
- Leucopsar Stresemann, 1912 – jedynym przedstawicielem jest Leucopsar rothschildi Stresemann, 1912 – szpak balijski
- Sturnornis Legge, 1879 – jedynym przedstawicielem jest Sturnornis albofrontatus (E.L. Layard, 1854) – szpak białolicy
- Fregilupus Lesson, 1831 – jedynym przedstawicielem był wymarły[4] Fregilupus varius (Boddaert, 1783) – szpak reunioński
- Necropsar Günther & Newton, 1879 – jedynym przedstawicielem był wymarły[5] Necropsar rodericanus Günther & Newton, 1879 – szpak maskareński
- Sturnia Lesson, 1837
- Spodiopsar Sharpe, 1889
- Acridotheres Vieillot, 1816
- Onychognathus Hartlaub, 1849
- Saroglossa Hodgson, 1844 – jedynym przedstawicielem jest Saroglossa spiloptera (Vigors, 1831) – błyszczak himalajski
- Neocichla Sharpe, 1876 – jedynym przedstawicielem jest Neocichla gutturalis (Bocage, 1871) – błyszczak białoskrzydły
- Grafisia G.L. Bates, 1926 – jedynym przedstawicielem jest Grafisia torquata (Reichenow, 1909) – błyszczak białopierśny
- Speculipastor Reichenow, 1879 – jedynym przedstawicielem jest Speculipastor bicolor Reichenow, 1879 – błyszczak dwubarwny
- Pholia Reichenow, 1900 – jedynym przedstawicielem jest Pholia sharpii (F.J. Jackson, 1898) – błyszczak rdzawobrzuchy
- Arizelopsar Oberholser, 1905 – jedynym przedstawicielem jest Arizelopsar femoralis (Richmond, 1897) – błyszczak żałobny
- Poeoptera Bonaparte, 1854
- Lamprotornis Temminck, 1820
- Hartlaubius Bonaparte, 1853 – jedynym przedstawicielem jest Hartlaubius auratus (Statius Müller, 1776) – malgaszczyk
- Cinnyricinclus Lesson, 1840 – jedynym przedstawicielem jest Cinnyricinclus leucogaster (Boddaert, 1783) – ametyszczak
- Hylopsar von Boetticher, 1940
- Notopholia Roberts, 1922 – jedynym przedstawicielem jest Notopholia corruscus (von Nordmann, 1835) – błyszczak czarnobrzuchy